# Chuen

Glífo de códice que caracteriza al chuen

El chuen o chuwen es el undécimo día del tzolkin y simboliza al mono.  A este día se le asocia al color negro, al «rumbo oeste» y al dios maya C o K’u. El chuen era considerado por los mayas como el dios de las artes, el conocimiento y dios patrono de los artesanos y los escultores.  El Popol Vuh reconocía al mono como hermano del dios del sol y, por lo tanto, un dios astral también. Para los mayas los días chuén eran ideales para resolver problemas, hacer proyectos y para realizar nupcias.